# ゲオ・メネセス
ゲオ・メネセス（GEO Meneses、1974年3月22日 - ）は、メキシコ・オアハカ生まれの音楽制作者、歌手。本名ヘオルヒーナ・メネセス・ガルシア（Georgina Meneses García）。伝統音楽とワールドミュージックのジャンルで活動している。

## 経歴
オアハカ市でリンダ・メネセスとエウロヒオ・ガルシーアの娘として生まれたヘオルヒーナ・メネセスは、幼少の頃より音楽への適性を持っていた。特に歌唱にそれを示したヘオルヒーナは、10歳の頃より音楽教育としてピアノを習い始め、やがて専念してプロ歌手へと至っている。

## ディスコグラフィー
タイトルは主にスペイン語。
- 1998年 「Por que Así Tenia que Ser」

（訳：何故、しなければならなかった）
- 2000年 「Hasta Hoy Estoy Contigo」

（訳：だから今、あなたと私）
- 2001年 「Ausencia」

（訳：不在）
- 2003年 「Álvaro Carrillo|De la Farra y Del Dolor」

（訳：アルバロ・チーク|ファラと痛み）
- 2006年 「Tö'k Ajj Tö'k Joot （Con Todo el Corazón）」

（訳：心から）
- 2007年 「Amuleto Contra el Mal de Amores」

（訳：お守り·コントラ·ザ·悪い·デ·アモーレス）
- 2008年 「Dosis de Placer」

（訳：喜びの線量）
- 2011年 「Alma de México」

（訳：メヒコの魂